# راونا گورا، استان هاسکووو
راونا گورا (به بلغاری: Ravna gora) روستایی در بلغارستان است که در شهرستان اسویلنگراد واقع شده‌است.